# Aerodramus orientalis
Aerodramus orientalis là một loài chim trong họ Apodidae.